# Rubárcena
Rubárcena es una localidad del municipio de Comillas (Cantabria, España). En el año 2013 contaba con una población de 37 habitantes (INE). La localidad está ubicada a 40 metros de altitud sobre el nivel del mar, y a 1 kilómetro de la capital municipal. 
- Datos: Q5556374